# Santa Rosa (kommun), Catamarca
Departamento de Santa Rosa är en kommun i Argentina.   Den ligger i provinsen Catamarca, i den norra delen av landet, 1 000 km nordväst om huvudstaden Buenos Aires. Antalet invånare är 10 349.
I omgivningarna runt Departamento de Santa Rosa växer i huvudsak lövfällande lövskog. Runt Departamento de Santa Rosa är det mycket glesbefolkat, med 7 invånare per kvadratkilometer.